# ペター・ソルベルグ
ペター・ソルベルグ（諾: Petter Solberg 1974年11月18日-）はノルウェー・アスキム出身のラリー・ドライバー。2003年の世界ラリー選手権 (WRC) と2014年、2015年の世界ラリークロス選手権（World RX、WRX）のチャンピオン。WRC参戦時はスバル・ラリーチームのエースとして活躍した。兄のヘニング・ソルベルグ、息子のオリバー・ソルベルグ、甥のオスカー・ソルベルグもラリードライバーとして活躍している。

## 経歴

### ラリーデビューからWRC参戦へ
両親は共にラリークロスのドライバーで、ペターは8歳の頃には両親の農場で車を運転していた。免許取得前には、13歳でラジコンカーレースの国内チャンピオンになる。タミヤニュースのインタビュー記事に当時RCバギーカー「ビッグウィッグ」でレースに挑み、そこでモータースポーツ競技の基本を学んだと述懐している。競技デビューは1992年で、ノルウェー・オートクロス選手権にて2戦目で優勝。その後兄ヘニングのおさがりの車に乗りながら、1995年・1996年にラリークロス、ヒルクライムのノルウェーチャンピオンとなる。1996年、トヨタ・セリカST165に乗りラリーに初出場する。
1998年にはノルウェー・ラリー選手権で総合優勝を果たし、この年のラリー・スウェーデンでセリカST205に乗りWRCデビューを果たす。1999年からフォード・ラリーチームで参戦。コ・ドライバーもこの年からフィル・ミルズになった（それまでペターのコ・ドライバーを務めていた人は、その年から兄ヘニングのコ・ドライバーになった）。スウェーデンにてフォード・エスコートでワークス・デビューを飾ると、トーマス・ラドストロームの負傷欠場のためにサファリラリーでフォード・フォーカス WRCに乗ることになり、WRカー初体験にもかかわらず5位でフィニッシュを果たす。
2000年も中盤戦までフォードでドライブし、サファリで5位、アルゼンチンで6位と確実に成長を見せるようになる。しかし、フル参戦の機会をなかなか与えられないことに不満を抱き、フォードから飛び出す形で2000年8月にスバル・ワールド・ラリーチーム（SWRT）に移籍する。

### ワールドチャンピオンへ

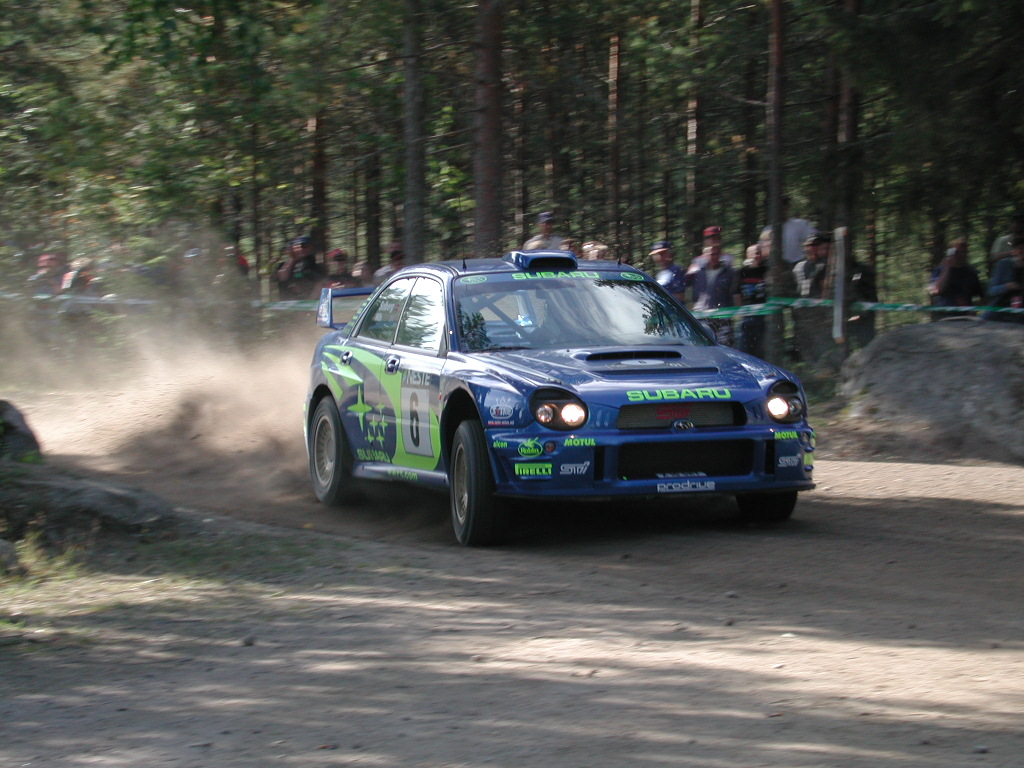
2001年ラリー・フィンランド

ソルベルグのドライビングは荒々しく、それゆえ車を壊すことも多かった。その面はスバルに初のWRCタイトルをもたらしたコリン・マクレーと似ている。しかしスバルに加入して経験をつむうちに安定性が増し、確実に成績を残すようになっていく。2001年は、アクロポリスで初の2位表彰台を獲得。2002年の最終戦グレートブリテンにてマルコ・マルティンとの激戦の末、自身初優勝をあげ、シリーズランキングも2位になる。
2002年からの2年間は、4度のWRCドライバーズチャンピオンに輝いたトミ・マキネンをチームメイトに迎え、様々なことを教わった。2003年シーズンはそのマキネンを圧倒するようになり、マキネンはこのシーズンをもって引退を表明する。スバルのソルベルグとフォードのマルコ・マルティン、シトロエンのセバスチャン・ローブらはWRCの世代交代を象徴する存在となっていく。
2003年はシーズン序盤は不振だったものの、中盤戦から勝利を重ねるようになり、カルロス・サインツ、セバスチャン・ローブ、リチャード・バーンズとの4つ巴のチャンピオン争いを展開する。最終戦グレートブリテンを迎える時点で獲得ポイントはローブとサインツが63点（勝利数の差でローブが首位）、ソルベルグが62点、バーンズが58点だったが、バーンズはラリー直前に脳腫瘍の病に倒れ欠場となった。ラリー本番ではサインツが初日にリタイアし、ソルベルグとローブの一騎討ちの様相となる。ソルベルグが持ち前の豪快な攻めでSSベストタイムを連発する一方、ローブはシトロエンのマニファクチャラーズタイトルがかかっていたこともあり、終盤は堅実な走りに徹するようになった。最終結果はソルベルグがシーズン4勝目を果たしローブは2位。獲得ポイントは72点対71点と1点差でソルベルグが逆転し、自身初のワールドチャンピオンを獲得した。

### スバルでの苦闘時代
2004年、王者ソルベルグは序盤堅実な走りを見せるが、アルゼンチン、フィンランド、ドイツと中盤3戦で連続リタイアを喫してしまう。一方で初開催のラリー・ジャパン、グレートブリテン、サルディニアでは3連勝をあげる。シーズン5勝と最多のステージベスト95回を記録したが、6勝して確実に高ポイントを積み重ねたローブが初チャンピオンを獲得し、ソルベルグのタイトル防衛はならなかった。

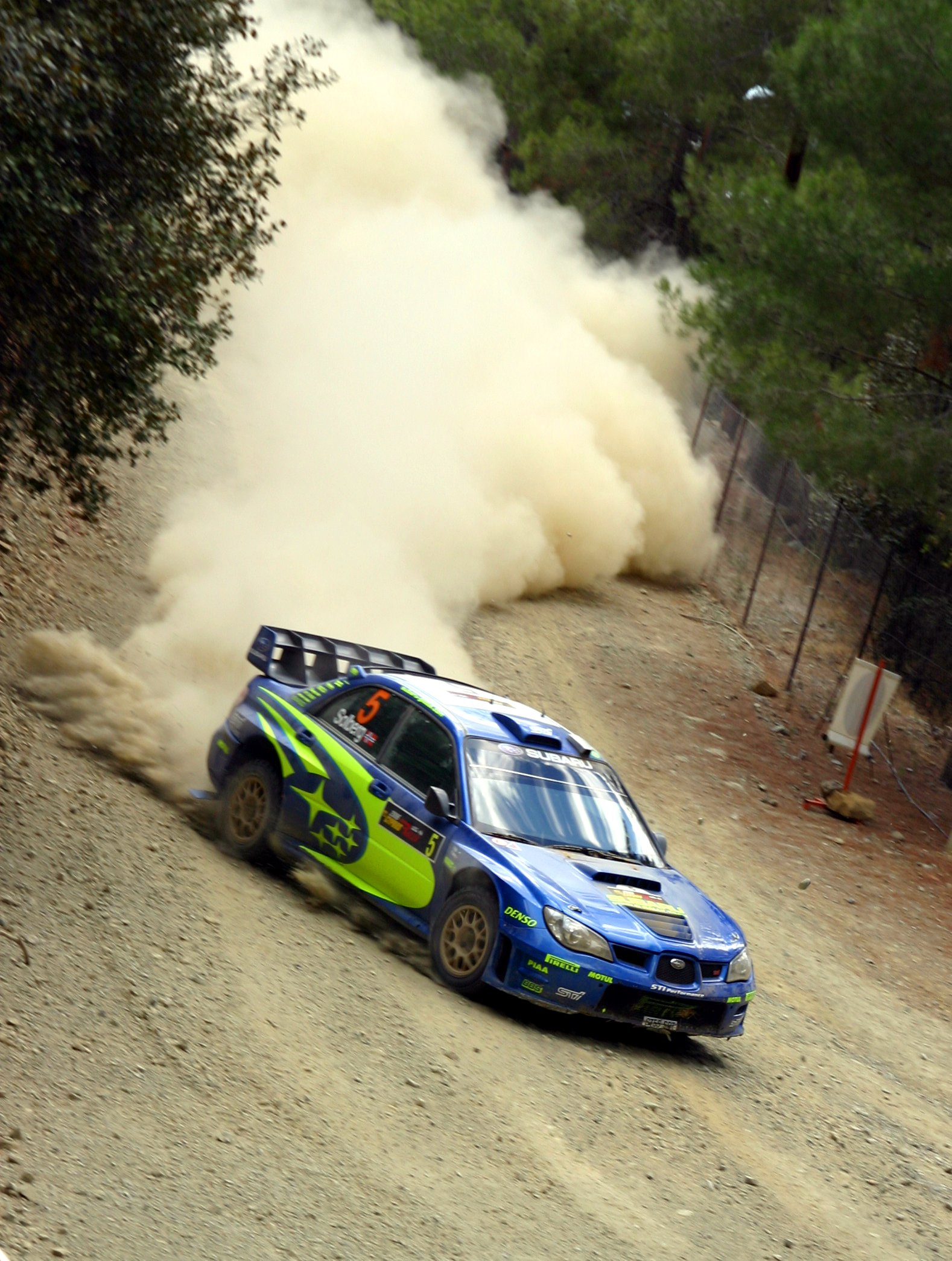
2006年キプロス・ラリー

2005年は、スウェーデン、メキシコで2勝をあげたが、その後はミシュラン製グラベルタイヤを武器にローブの快進撃が続く。ソルベルグは日本では勝利を目前にしながら不運なリタイアを喫し、オーストラリアでも首位走行中にカンガルーに激突。同じ1974年生まれのライバルだったふたりは「勝ち続けるローブと勝利に見放されるソルベルグ」という対照的な関係になっていく。
2006年も、インプレッサWRCの戦闘力向上が進まず、成績も得点圏内に入賞するのがやっとという散々な展開となった。ドライビング的な問題よりも、マシンの不具合や突然のトラブルといったものが足を引っ張り、ソルベルグ自身「呪われている」と頭を抱える始末であった。
2007年も同様にポディウム争いからは遠のく。同年フルモデルチェンジしたインプレッサがハッチバックスタイルになったのも、「ライバルがハッチバックだからインプレッサもハッチバックが良い」というペターの一言で決まったとも言われている。
2008年は、インプレッサの新型WRカーがデビューし、ソルベルグが一時SSでトップタイムを叩き出すなど、明るい兆しが見えてきたシーズンでもあった。しかし世界金融危機の影響で業績が悪化したスバルは、12月16日に突如WRCからの撤退を表明した。これについてソルベルグは"I don't know what will happen now.（現状では、どうなるか分からない。）"とコメントした。

### 自チームからの参戦

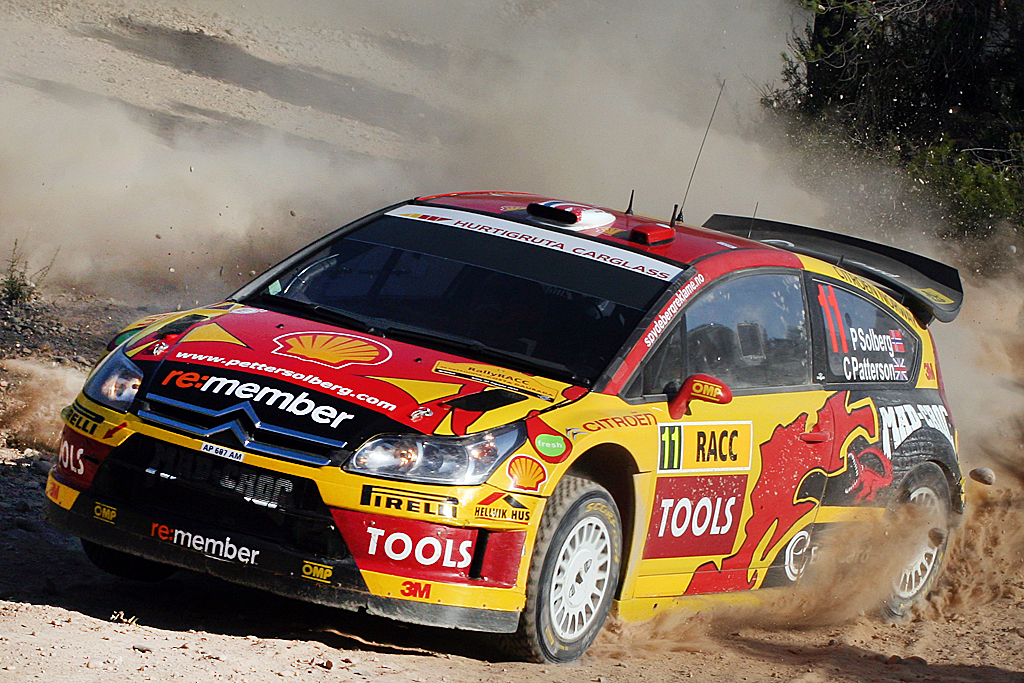
2010年ラリー・カタルーニャ

スバル撤退後の2009年は、他メーカーのワークスシートを獲得できず、ノルウェーでラリーチーム「ペター・ソルベルグ・ワールド・ラリー・チーム」（PSWRT）を立ち上げ、シトロエン・クサラWRC 05に乗り出場した。旧式のマシンに乗るプライベーターながら、ときおりワークスチームと同等のタイムを叩き出すなど健闘が光る。終盤2戦のカタルニアとグレートブリテンには2008年スペックのシトロエン・C4 WRCでエントリーし、2戦連続4位に入賞した。また、耐久レースにも興味を示し、ル・マン24時間レースに出場するクラージュ・オレカ LC70Eのテスト走行も行った。
2010年も自らのチームでの参戦となり、2009年スペックのシトロエン・C4を購入して全戦に参戦。長くコンビを組んできたコ・ドライバーのフィル・ミルズが引退したため、クリス・パターソンと新コンビを組んだ。この年も未勝利に終わったが13戦中8戦で表彰台に入り、2勝を遂げたセバスチャン・オジェを上回りランキング3位に入った。
2011年も自チームから参戦。前年まではプライベーターとしての扱いだったが、ワークスが出来ない地元でのテストが出来るとMスポーツから異議があったため、マニュファクチャラーチームに登録された。2011年規定に合わせたシトロエン・DS3 WRCで全戦に参戦したが、2010年まで居たチームマネージャーが離脱し、シトロエンからスタッフが送り込まれている。

### フォードへ復帰

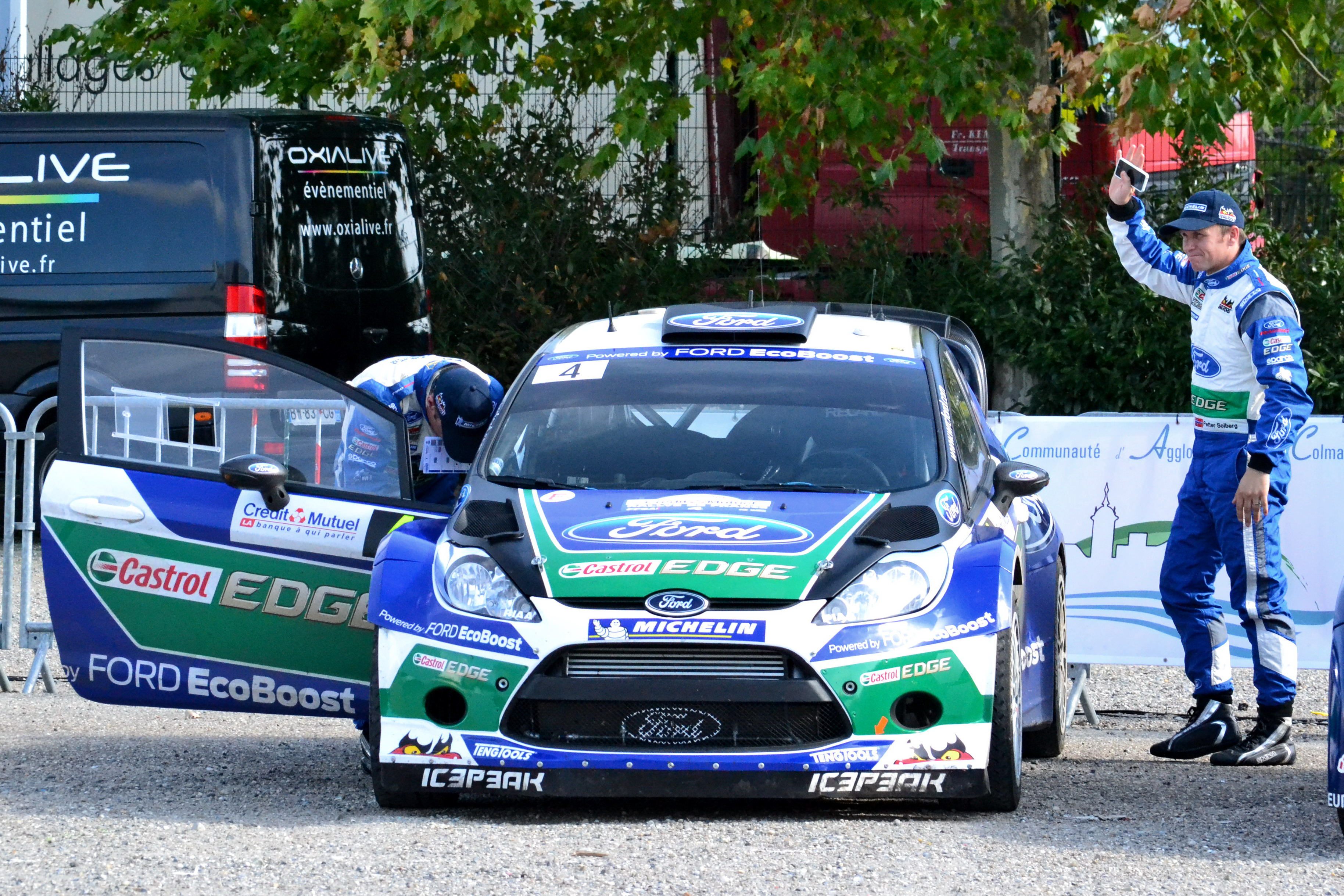
2012年ラリー・ド・フランス

2011年シーズン終了後、ミッコ・ヒルボネンがシトロエンに移籍したのを受け、フォードはソルベルグの起用を発表。2000年以来久々にフォードワークスへ復帰し、4シーズンぶりにワークスマシンで走ることになった。契約は1年で、ヤリ＝マティ・ラトバラのNo.2扱いとなる。
2012年は、開幕戦モンテカルロで3位表彰台を獲得。その後もコンスタントに成績を残し、前半戦はランキング3位に付けて9年振りのタイトル獲得が期待された。後半戦は3戦連続リタイアが響き、同郷の若手マッズ・オストベルグに抜かれランキング5位に終わった。

### ラリークロスへの転向

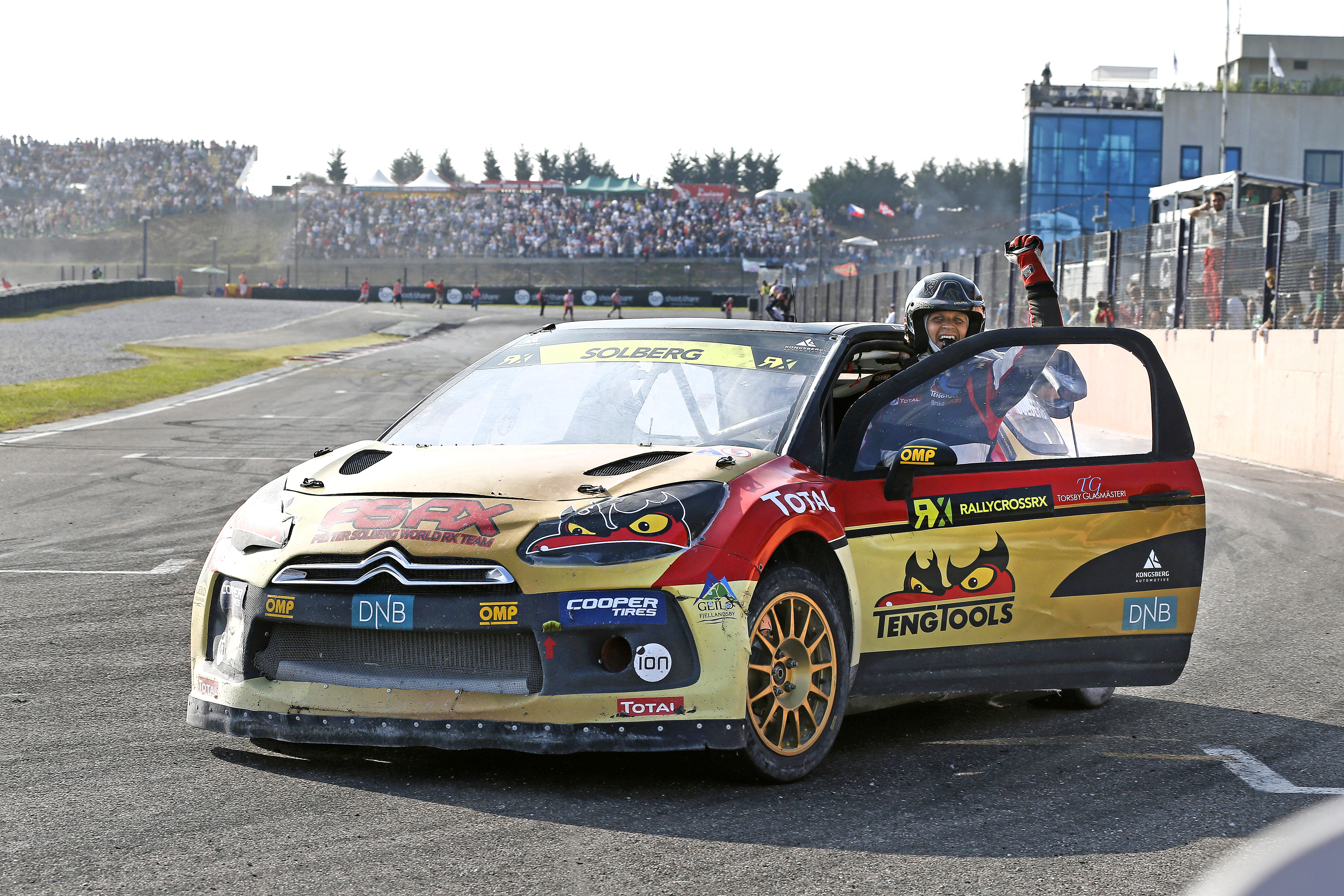
2014年、初代World RX王者となったソルベルグ

2013年はフォードとの契約延長交渉がまとまらず、WRC参戦を断念。代わりに自らのラリー活動の原点となったラリークロスへの回帰を発表した。スウェーデンのトルスビーでラリークロスチーム「ペター・ソルベルグ・ラリー・クロス」（PSRX）を立ち上げ、ヨーロッパ・ラリークロス選手権(Euro RX、 ERX) に参戦し、最終ランキングは8位。ソルベルグ自身は2014年にWRCへ復帰することを希望し、新規参戦するヒュンダイのドライバー候補にも挙げられた。しかし、国際自動車連盟（FIA）がラリークロス選手権の規模を拡大し、2014年から世界ラリークロス選手権 (World RX) が開催されることから、引き続きラリークロスに参戦することを決めた。
2014年はPSRXのシトロエン・DS3に乗りWorld RXへ参戦。シーズンを通して安定して上位の成績を挙げ、残り2戦を残して第10戦イタリアにおいて初代チャンピオンを獲得。史上初めて、2つのFIA世界選手権シリーズでチャンピオンを獲得したドライバーとなった。2015年はリアム・ドランとの共同チームである「ソルベルグ・ドラン・ラリー・クロス」（SDRX）から参戦。プジョーワークスの新鋭ティミー・ハンセン (Timmy Hansen) とタイトルを争い、最終戦で選手権連覇を決めた。
2016年は開幕戦ポルトガルで勝利を上げるも、後のレースではなかなかポイントが得られず、ランキング4位に終わった。2017年はWRCに復帰するトヨタからオファーを受けたものの、引き続きラリークロス選手権にフォルクスワーゲンの技術支援を受け、ポロGTi RXで参戦。2017年・2018年にPSRXフォルクスワーゲン・スウェーデンがチームタイトルを連覇し、チームメイトのヨハン・クリストファーソン (Johan Kristoffersson) がドライバーズタイトルを連覇するという成功を収めた。ソルベルグ自身はカスタマー向けのラリーカー、フォルクスワーゲン・ポロGTI R5の開発に携わり、2018年のWRCカタルーニャにて6年ぶりにWRCにスポット参戦し、WRC2クラスで3位入賞を果たした。
2019年はフォルクスワーゲンのWorld RXプログラムが終了したため活動休止となり、ソルベルグは同年限りで世界選手権レベルのトップカテゴリから引退することを表明した。WRC初優勝とチャンピオンを決めた思い出のラリーGBにてWRCキャリアにピリオドを打ち、一方で息子のオリバーがWRCデビューを果たした。

## 人物
極めて陽気で開放的な性格と、前向きな思考の持ち主であり、派手好きでもある事が知られている。ファンの存在を大事に考え、応援に対する感謝とサービスとして派手なパフォーマンスを見せる。あだ名はハリウッド、また日本では、その飛ばすさまから全開とも呼ばれる。
性別を問わずファンの層は厚く、ラリードライバーの間でもソルベルグの存在は好意の対象となっており、（派手すぎるパフォーマンスに苦言を呈することはあっても）彼を悪く言う人間はほとんどいない。特にマーカス・グロンホルムとの仲の良さは有名であり、イベント前や競技の合間に二人がよく喋り、時にじゃれあっている姿はおなじみの風景になっている。例外としては、チーム離脱までの経緯（起用に対して不満が募った果てに離脱）をめぐりフォード・ワークスのリーダー、マルコム・ウィルソンとの関係が険悪になったことがあったが、ソルベルグがチャンピオンになった時にウィルソンが祝福したことを契機に和解が進み、現在では何の問題もなく会話できるほど2人の関係は修復されている。
楽観主義者にも見られがちだが、困難な問題に直面した時には、解決の為ならば自分自身やスタッフに対する容赦ない批判も口にし、マシンの改良点についてアイディアを思いついたら即座に携帯電話で担当者に連絡をとるなど、なりふり構わぬ行動をとる。2007年型のラリーカーについて他のドライバーが好意的な感想を述べたのに対し、ソルベルグだけは率直に問題点を指摘し批判した。

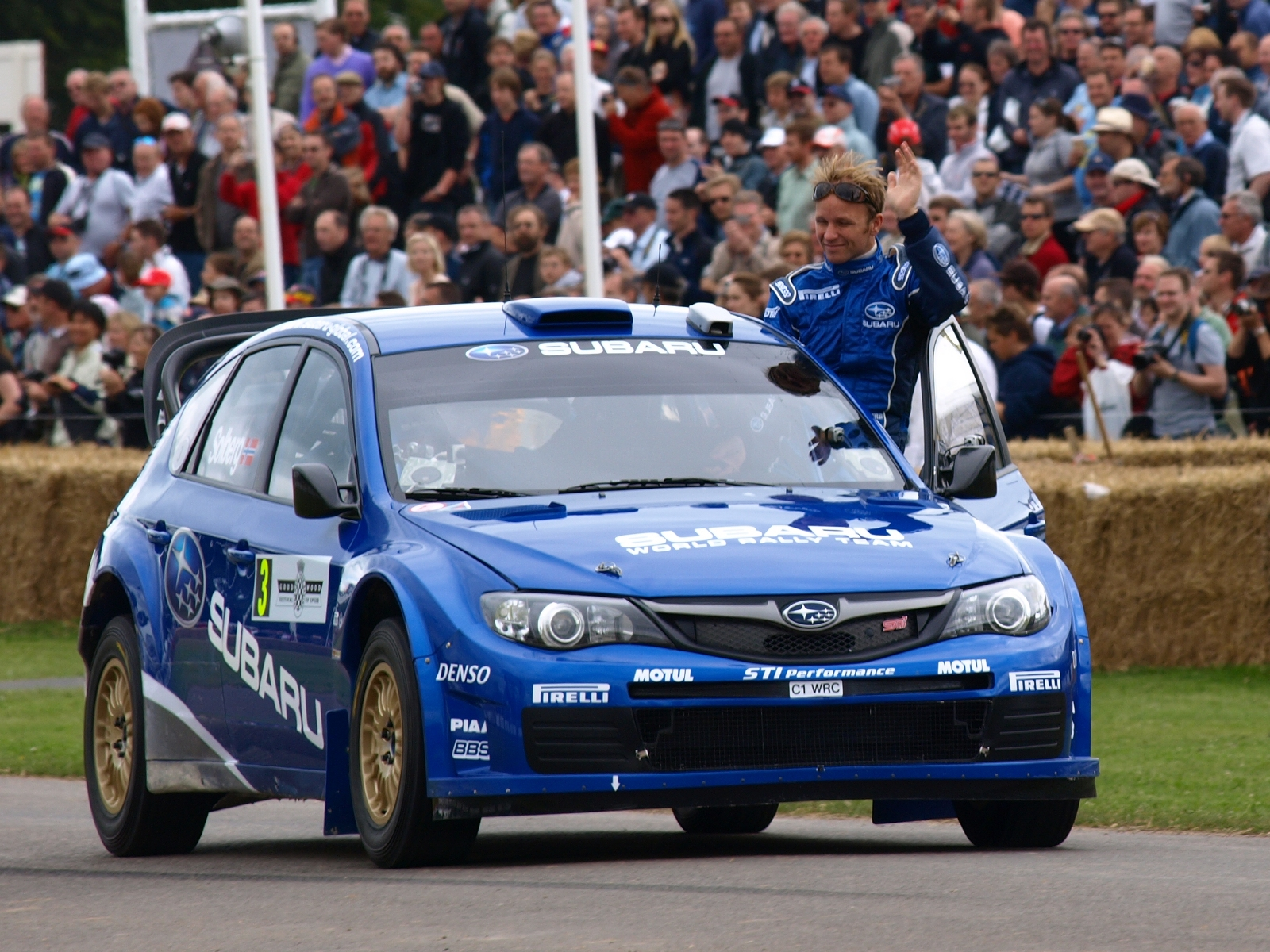
観客に「ハコ乗り」を披露するソルベルグ（2008年グッドウッド・フェスティバル・オブ・スピードにて）

走行時は口をぽかんと開けた状態で運転するという独特のスタイルを持っている。優勝する際、ラリーカーの中で雄叫びのような大きな声をあげてはしゃぐ姿は有名である。この面がライバルのセバスチャン・ローブの冷静沈着ぶりとは対照的である。
パフォーマンスとして、ドアやドアを開けた状態でロールケージに乗りながら運転する「ハコ乗り」やその状態でドーナツターンを行う「ハコ乗りドーナツ」のほか、2004年のGBラリーではロールケージとドアの上に立つ「立ち乗り」を披露した。その際には助手席のミルズがステアリングを握っている。なお、同じくパフォーマーとして知られるジジ・ガリが披露した「低速走行中に車から降り、追いかけて再び乗る」パフォーマンスに半ば本気で嫉妬した様子。そんなソルベルグも2008年に「立ち乗り」を行っている最中に車のドアが閉まってしまい、それに気付かず転落し、すぐさま起きあがって車を追いかけて再び乗り込むという珍事を起こしている。
最初のスポンサーがラジコンで知られるニッコーだったことに始まり、イベントなどで来日することが多く、また日本のファンの熱心さもあって日本が気に入っている。ある雑誌の取材で最も好きなラリーイベントは?との質問に、祖国ノルウェーに近い北欧のイベントではなく「ラリー・ジャパン」と断言していた。近年では来日のたびに馴染みの店で神戸牛のステーキを注文したり、機会があれば寿司を食べに行くなど日本の食べ物に夢中になり、妻パニエラに寿司とカツ丼の作り方を覚えさせたほど。さらに、ソルベルグの公式ホームページには、かつては祖国のノルウェー語版、世界共通語の英語版と共に、日本語版のサイトがあった。（2019年現在は英語版のみ）
非常に負けず嫌いな性格であり、ミッコ・ヒルボネンとグランツーリスモで対戦した時もソルベルグが勝つまでやめなかった。

## 家族
ソルベルグ家はラリーと非常に所縁の深い一族である。両親ともラリークロスの経験者で、兄ヘニング・ソルベルグも現役ラリードライバーとして長くWRCに参戦している。
夫人のパニエラはラリー・ドライバーを多数輩出したワルフリッドソン家の一員で、自身もグループN車両でのラリー参戦経験があり、2000年にはノルウェーチャンピオンになっている。2人のなれそめも、ラリー会場で知り合ったことがきっかけである。
長男のオリバー・ソルベルグは父と同じくオートクロスを出発点として、15歳からプロラリー競技に参加している。2019年はアメリカン・ラリー・アソシエーション（ARA）でスバルUSAと契約し、父の往年の愛機と同じブルー×ゴールドのカラーリングのスバル・WRX STIをドライブした。
また、甥のオスカー・ソルベルグとその義兄であるポンタス・ティデマンド(ヘニングの後妻の連れ子）もまたラリー選手である。

## 出来事
- 2003年のツール・ド・コルスでは木曜日のシェイクダウン中にマシンを大破させてしまい、翌日の競技出走は不可能かと思われた。しかし、スバルチームの懸命の修復作業のおかげでスタートに間に合い、不安定な天候下でのタイヤ選択にも成功して[20]奇跡的な勝利を収めた。結果的に、この勝利が最終戦での逆転チャンピオン獲得につながることになる。
- 2005年のラリーGBでは最終日、マルコ・マルティンのコースアウトに伴うアクシデントによりコドライバーのマイケル・パークが死亡。これを受け、残り2ステージがキャンセルされた。この時点でローブ1位、ソルベルグ2位という結果であったため、ローブのタイトル防衛が決まったかに思えたが、「人の死によるタイトル防衛」を嫌ったローブが故意にペナルティを受けて順位を下げたため、結果としてソルベルグの優勝となった。優勝を譲られた形となったソルベルグはローブの行為に悲しみと憤りを覚え、セレモニー会場にインプレッサで入場した際にエンジンを空ぶかしし抗議の意を示した。
- 2011年のラリー・スウェーデンでは、ラリー初日のリエゾン（SSとSSの間の移動）区間でスピード違反を犯し、現地の警察から免許停止処分を受けてしまう。免停処分には発効まで48時間の猶予期間があったため、ラリー2日目までは問題なく競技に参加できたものの、3日目の最終SSを目前にして免停が発効したため同ステージではナビゲーターのクリス・パターソンがソルベルグに代わりマシンをドライブするという、WRCでは非常に珍しい場面が見られた[21]。
- 2012年のラリー・ド・フランスではコースサイドに転落して葡萄畑の中を突っ切り、電柱に激突してなぎ倒すという派手なクラッシュを演じた[22]。その畑で収穫されたブドウから作ったワインが「ペター・ソルベルグ」の名で限定発売された[23]。